# ملوحة الأراضي الجافة
ملوحة الأراضي الجافة أو تملح الأراضي الجافة (بالإنجليزية: Dryland salinity)‏، تراكم الملح في التربة السطحية، وعادةً ما يرجع ذلك إلى ارتفاع منسوب المياه الجوفية وتبخرها وتسرب المتبقي من المياه عند انخفاض المنسوب في وقت لاحق. تشير ملوحة الأراضي الجافة إلى أن المناطق غير مروية.